# Madonna di Campiglio
Madonna di Campiglio est un hameau des communes italiennes de Pinzolo et de Tre Ville, dans la province de Trente, dans le Trentin-Haut-Adige. Situé dans un ensemble montagneux du val Rendena, le lieu-dit compte environ 700 habitants.

## Géographie
Au cœur de la province de Trente, Madonna di Campiglio est située à 1 550 mètres d'altitude. À l'est se trouve le massif de Brenta et à l'ouest les massifs de Adamello-Presanella.
Madonna di Campiglio se trouve dans le parc Naturel Adamello Brenta, d'une superficie de 61 864 ha.

## Histoire
Au cours de la deuxième moitié du XIXe siècle, Madonna di Campiglio devint un lieu de séjour très recherché par la noblesse et la riche bourgeoisie autrichienne et d'Europe centrale. En 1889 et 1894, l'impératrice Sissi et l'empereur François Joseph y séjournèrent.

## Sports
- Été : golf (golf club Campo Carlo Magno)], tennis,  mountain bike, piscine, équitation et également rafting et parapente ainsi que l'escalade et le trekking.

- Hiver :  Madonna di Campiglio dispose d’un domaine skiable remarquable par son étendue et sa variété. Elle possède une piste de ski alpin fameuse qui est utilisée pour les épreuves de la coupe du monde de ski alpin, la piste 3-Tre, dont le nom signifie « 3 courses dans le Trentin ». Sur la piste de descente de 2,4 km Spinale Direttissima, le mur final qui présente une pente à 70 % porte le nom du pilote allemand de Formule 1 Michael Schumacher depuis janvier 2006[1]. Le 22 décembre 2015, un drone de la télévision s'est écrasé juste après le passage du skieur Marcel Hirscher lors d'un slalom nocturne[2].

## Cyclisme
La station a accueilli par trois fois des arrivées du tour d'Italie. Ainsi Madonna di Campiglio a accueilli d'abord la vingtième étape de l'édition 1999 avec le succès de Marco Pantani largement devant Massimo Codol et Laurent Jalabert. En 2015, lors de la quinzième étape du giro 2015, Mikel Landa remportait l'étape au sprint devant Yury Trofimov, Fabio Aru et Alberto Contador, ce dernier conservant son maillot rose. Une nouvelle arrivée dans la station a été fixée lors de la 17e étape du Giro 2020, étape remportée par Ben O'Connor.